# 埃利諾 (伊利諾伊州)
埃利諾（英語：Eleanor）是位於美國伊利諾伊州沃倫縣的一個非建制地區。該地的面積和人口皆未知。

## 地理
埃利諾的座標為40°58′58″N 90°41′42″W / 40.98278°N 90.69500°W，而該地的平均海拔高度為207米（即679英尺）。